# Monocentropus longimanus
Monocentropus longimanus là một loài nhện trong họ Theraphosidae.
Loài này thuộc chi Monocentropus. Monocentropus longimanus được Mary Agard Pocock miêu tả năm 1903.